# František Kreuzmann mladší
František Kreuzmann ml. (* 28. dubna 1963 Praha) je český divadelní a filmový herec.

## Filmografie

### Televize
- 1983 O spící princezně, šípkových růžích a uražené víle (Vašek)
- 1990 Princezna Hyacinta a tříhlavý drak (trenér Don Flereto)

Televizní seriály
- 1985 Synové a dcery Jakuba skláře (Hugo Hamerschmied ml., syn Terezky)
- 1985 Vlak dětství a naděje (1. díl)
- 1988 Chlapci a chlapi (nadporučík Jiří Ráž)
- 1997 Četnické humoresky
- 1997 Zdivočelá země I.
- 2009 Vyprávěj (prodavač praček)
- 2019 Ulice (Václav Beneš)